# دهستان سفیدکوه
سفیدکوه، دهستانی است از توابع بخش سامن شهرستان ملایر در استان همدان ایران.

## جمعیت
براساس سرشماری سال ۱۳۸۵ جمعیت آن ۵٬۷۳۴ نفر (۱٬۳۳۱ خانوار) بوده‌است.